# Hagen Lichtenberg
Hagen Lichtenberg (* 3. Juli 1943 in Pullach im Isartal) ist ein deutscher Jurist.

## Leben
Nach Studium in Berlin, Genf und München legte er 1968 das erste Staatsexamen und 1972 das zweite Staatsexamen in München ab. Er war von 1972 bis 1977 wissenschaftlicher Assistent am Institut für Internationales Wirtschaftsrecht an der Universität München (1974 Promotion). Von 1992 bis zu seiner Emeritierung war er Inhaber des Jean Monnet-Lehrstuhls für Europarecht und Leiter des Aufbaustudiums Europäisches und Internationales Recht an der Universität Bremen. Dort war er bis 2000 fünf Jahre lang als Konrektor tätig. Zudem lehrte er ab 1988 als Gastprofessor am Institut für die Europäische Gemeinschaft an der Marmara-Universität. 2008 verlieh ihm die Marmara-Universität die Ehrendoktorwürde.

## Schriften (Auswahl)
- Berufliches Haftpflichtrisiko und Versicherungsschutz des Arbeitnehmers. München 1976, ISBN 3-88073-018-0.
- (Hg.): Sozialpolitik in der EG. Referate der Tagung des Arbeitskreises Europäische Integration e.V. in Augsburg vom 18.–20. Oktober 1984. Baden-Baden 1986, ISBN 3-7890-1273-4.
- mit Gudrun Linne und Harun Gümrükcü (Hg.): Gastarbeiter – Einwanderer – Bürger? Die Rechtsstellung der türkischen Arbeitnehmer in der Europäischen Union. Baden-Baden 1996, ISBN 3-7890-3991-8.
- mit Wolfgang Petzold (Hg.): Studying Europe. Challenges and prospects for European studies. Baden-Baden 2000, ISBN 3-7890-6472-6.